# Шкурин Павло Сергійович

Павло Сергійович Шкурін (нар. 1789 — †1856) — генерал-майор, учасник Вітчизняної війни 1812 року.

## Біографія
Народився в 1789 році. Походив з дворян. 27 січня 1804 поступив колонновожатих в свиту Його Імператорської Величності у квартермістерскій частині. 15 липня 1805 проведений в портупей-прапорщики, з переведенням до Преображенського полку. 25 жовтня того ж року переведений ест-юнкером в Кавалергардський полк і 14 лютого 1808 проведений в корнети.
Брав участь з полком в кампаніях 1807 і 1812 рр.. У 1810 році підвищений до поручика, в 1813 році — штабс-ротмістр. Брав участь у битві під Малоярославцем. У 1813—1814 рр. складався при генералові Беннігсеном і брав участь у боях під Дрезденом (1 жовтня), в битві під Лейпцигом (6 жовтня) при Фрозені (27 жовтня). У 1814 році у боях при Гасме і Гороне, на острові Вільгельмсбург (28 січня і 5 лютого), при взятті Тіфемтанскої батареї (4 березня). У 1815 році призначений ад'ютантом до князя Барклая-деТоллі, в 1816 році зроблений ротмістром. 4 березня 1818 став флігель-ад'ютантом, 25 липня того ж року полковником. 2 жовтня 1827 підвищений в генерал-майори, з призначенням заступника начальника 2-й Кінно-єгерської дивізії, в 1832 році призначений до кавалерії, а 1 лютого 1834 звільнений від служби, з мундиром і пенсією. Помер в 1856 році.
Згадується у відомій Веліжській справі де був членом слідчої комісії.

## Нагороди
- Орден Святої Анни 4-й ст.
- Орден Святого Володимира (Російська імперія) 4-й ст.
- Орден Святої Анни 2-й ст.
- Золота зброя «За хоробрість»
- Орден Святого Георгія 4-кл